# SDトルネード
SDトルネード（エスディトルネード）は照尾暢浩を代表とする空手・護身術指導団体。
総本部は山口県宇部市にある。
空手家芦原英幸の開発した改良トンファー・Aバトン（現・伸縮式ＳＤバトン）を使う護身術のほか、芦原空手の捌きをベースにした護身術が特徴。全国に支部や教室がある。また、護身術の通信教育を行っている。SDトルネードのSDは「Self-Defense」の略である。